# Two Yanks in England
Two Yanks in England, album utgivet 1966 av The Everly Brothers. Two Yanks in England var duons fjortonde LP och den elfte på skivbolaget Warner Brothers och det producerades av Dick Glasser.
På de flesta av albumet låtar ackompanjeras bröderna Everly av gruppen The Hollies. The Hollies skrev också åtta av låtarna under pseudonymen "L. Ransford" som ibland användes gemensamt av gruppmedlemmarna Allan Clarke, Tony Hicks och Graham Nash.

## Låtlista

### Sid A
1. "Somebody Help Me" (Jackie Edwards) – 2:02
2. "So Lonely" (L. Ransford) – 2:40
3. "Kiss Your Man Goodbye" (Don Everly/Phil Everly) – 2:35
4. "Signs That Will Never Change" (L. Ransford) – 3:05
5. "Like Everytime Before" (L. Ransford) – 1:56
6. "Pretty Flamingo" (Mark Barkan) – 2:36

### Sid B
1. "I've Been Wrong Before" (L. Ransford) – 2:13
2. "Have You Ever Loved Somebody?" (L. Ransford) – 2:55
3. "The Collector" (Sonny Curtis/Don Everly/Phil Everly) – 2:37
4. "Don't Run and Hide" (L. Ransford) –
5. "Fifi the Flea" (L. Ransford) – 2:42
6. "Hard Hard Year" (L. Ransford) – 2:56